# Palumbia eristaloides
Palumbia eristaloides är en tvåvingeart som först beskrevs av Josef Aloizievitsch Portschinsky 1887.  Palumbia eristaloides ingår i släktet Palumbia och familjen blomflugor. Inga underarter finns listade i Catalogue of Life.